# Taxiphyllum cuspidifolium
Taxiphyllum cuspidifolium là một loài Rêu trong họ Hypnaceae. Loài này được (Cardot) Z. Iwats. miêu tả khoa học đầu tiên năm 1965.